# Ram Thakur

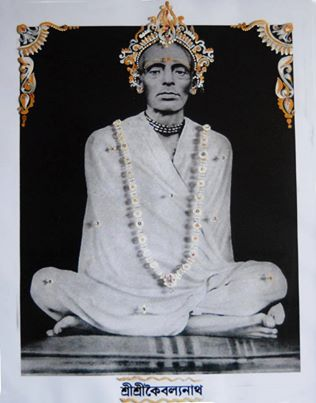
" Ramthakur"

Ramthakur (en bengalí:শ্রীশ্রী রামঠাকুর) nacido Ram Chandra Chakraborty (রাম চন্দ্র চক্রবর্তী) (Dingamanik, 2 de febrero de 1860- Noakhali, 1 de mayo de 1949) fue un místico y yogui hindú del siglo XIX.